# Dolar Gobrechta
Dolar Gobrechta (ang. Gobrecht Dollar), również jak Liberty Seated Dollar – amerykańska srebrna moneta obiegowa, mająca wartość jednego dolara amerykańskiego, wybijana przez U.S. Mint w latach 1836–1839. Była to pierwsza srebrna moneta o nominale jednego dolara od 1804 roku, kiedy wstrzymano bicie monety o tym nominale (dolar Draped Bust).
Moneta była wybijana według dwóch standardów menniczych srebrnego dolara. Do 1837 roku w srebrze próby 892 i wadze 26,95 g (standard z 1792 roku), a po 18 stycznia 1837 roku w srebrze próby 900 i o wadze 26,72 g.

## Tło historyczne
Bicie srebrnych dolarów Draped Bust zostało zawieszone w Stanach Zjednoczonych w 1804 roku przez prezydenta Thomasa Jeffersona ze względu na zanik monet w obiegu na rynku. Dopiero w 1831 roku prezydent Andrew Jackson cofnął zakaz emisji srebrnych dolarów. Odbyło się to na prośbę dyrektora U.S. Mint Samuela Moore’a, który dążył do rozwoju technologicznego mennicy i poprawy wykonania oraz projektów amerykańskich monet. Mennica Stanów Zjednoczonych nie rozpoczęła jednak wybijania monet od razu po decyzji prezydenta. W czerwcu 1835 roku, ostatnim miesiącu swojego urzędowania, Moore napisał do sekretarza skarbu Leviego Woodbury’ego z prośbą o zatrudnienie Christiana Gobrechta w wydziale rytownictwa. Ten nie ustosunkował się do tej prośby. Nowy dyrektor mennicy, a zarazem szwagier Moore’a, Robert Maskell Patterson, również popierał pomysł ulepszenia projektów amerykańskich monet. Sytuacja zmieniła się dopiero 27 sierpnia, kiedy główny rytownik mennicy, William Kneass, doznał udaru i nie wiadomo było, kiedy wróci do pracy. Patterson ponowił prośbę o zatrudnienie Gobrechta, co tym razem spotkało się z akceptacją Woodbury’ego.
Na podstawie informacji podanych przez Juliana, Gobrecht musiał być cenionym rytownikiem. Otrzymał roczną pensję 1500 dolarów. Dodatkowo Patterson przekonał Kneassa, aby ten zrezygnował z 250 dolarów swojej pensji, w skali roku, na rzecz Gobrechta. Średnia pensja pracownika mennicy w tamtym czasie wynosiła od 1,25 do 1,5 dolara na dzień.
W kwietniu 1836 roku Patterson stwierdził, że Stany Zjednoczone powinny wznowić bicie srebrnych dolarów, ponieważ będące w obiegu srebrne monety pięćdziesięciocentowe były wykorzystywane przez banki jako pokrycie dla pieniądza papierowego. Prowadziło to do zaniku srebrnych monet z obiegu. Według dyrektora mennicy pojawienie się srebrnego dolara wpłynęłoby pozytywnie na obieg monety w państwie.

## Projekt monety

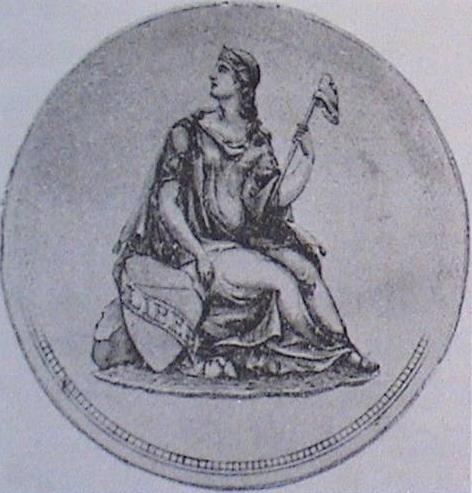
Projekt awersu monety z Seated Liberty wykonany przez Sully’ego

Zanim Kneass doznał udaru, w mennicy rozpoczęto prace nad poprawą projektów monet. Patterson poprosił dwóch artystów, Thomasa Sully’ego i Titana Peale’a, o wykonanie rysunków monet zgodnie z zaproponowaną wizją Pattersona. Zgodnie z nią, na monecie miał zostać przedstawiony wznoszący się wśród gwiazd orzeł z szarfą w szponach. Na szarfie miało widnieć motto „E Pluribus Unum”. Dyrektor mennicy nie był zwolennikiem dotychczasowej wizji, ustalonej przez jego ojca Roberta Pattersona, przedstawiającej statycznego orła z tarczą na piersi. W 1835 roku Sully został dodatkowo poproszony o wykonanie rysunku personifikacji wolności, tzw. Liberty, siedzącej na głazie, trzymającej w prawej dłoni Liberty pole, a w lewej tarczę z napisem „Liberty”.
We wrześniu 1835 roku Patterson przedstawił Sully’emu wizerunki monet brytyjskich z wizerunkiem personifikacji Britannii, aby zainspirować go w projektowaniu personifikacji wolności. W październiku Patterson otrzymał trzy szkice, na których Sully przedstawił siedzącą personifikację wolności z Liberty pole w lewej dłoni i tarczą w prawej. 14 października Gobrecht przygotował wstępne, wygrawerowane płyty. Trzy dni później prezydent Stanów Zjednoczonych i sekretarz skarbu wyrazili swoje uznanie i zezwolili dyrektorowi mennicy na rozpoczęcie prac nad stemplami.
Na początek Gobrecht wykonał próbne stemple z cyny, które zostały zaakceptowane przez prezydenta Jacksona. W styczniu 1836 roku stemple ze stali były już gotowe. W tym samym czasie sekretarz skarbu poprosił dyrektora U.S. Mint o wstrzymanie prac nad srebrnym dolarem i przygotowanie projektów złotych dolarów. W kwietniu 1836 roku Gobrecht powrócił do projektów srebrnego dolara. Patterson poprosił, aby wprowadzić kilka zmian do rewersu. Pierwotnie orzeł w szponach trzymał szarfę z napisem „E Pluribus Unum”, ale dyrektor mennicy stwierdził, że motto jest zbędne. Ponadto motto to zawarte zostało już w Wielkiej Pieczęci Stanów Zjednoczonych. Porzucono pomysł umieszczenia w szponach orła strzał i gałązki oliwnej. Orzeł znalazł się na tle 26 gwiazd o różnej wielkości. Trzynaście z nich odnosiło się do pierwszych 13 stanów, które stworzyły Unię, a druga połowa symbolizowała stany włączane do Unii od 1789.

## Emisja i obieg monety

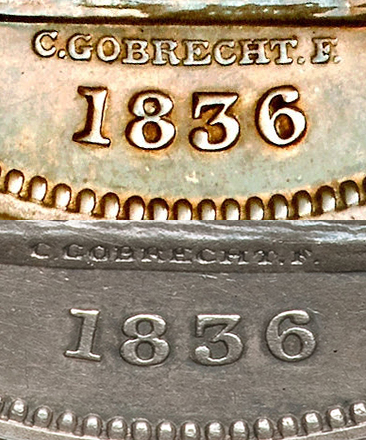
Miejsca umieszczenia imienia i nazwiska Gobrechta na awersie monety

We wrześniu 1836 roku mennica gotowa była rozpocząć wybijanie monet. Patterson nakazał jednak, aby imię Gobrechta zostało wybite pomiędzy Seated Liberty, a datą wybicia. Opóźniło to rozpoczęcie bicia monety. Pierwsze monety wybito z napisem „C. GOBRECHT. F.” „F.” było skrótem od łacińskiego słowa fecit, czyli „wykonał”. Mennica filadelfijska spotkała się jednak z krytyką. Opinia publiczna nie zaakceptowała tak znacznego wyróżnienia rytownika na monecie. W związku z tym Patterson postanowił umieścić honorujący Gobrechta napis w podstawie postaci. Są też znane monety wybite stemplami bez informacji o wykonaniu projektu przez Gobrechta. Pierwsze 1000 monet zostało złożonych w depozycie Pierwszego Banku Stanów Zjednoczonych 31 grudnia 1836 roku, skąd zostały wprowadzone do obiegu. 
Do 18 stycznia 1837 roku srebrne dolary były bite według standardów wyznaczonych w kwietniu 1792 roku. Na ich podstawie waga brutto monety miała wynosić 26,95 g z wykorzystaniem srebra próby 892. 18 stycznia ustalono nowy standard bicia srebrnych dolarów o wadze 26,72 g ze srebra próby 900. Jeszcze 600 monet wybitych w marcu 1837 roku miało na awersie rok 1836, ale wykonane były już według nowego standardu bicia. Patterson chciał, aby emisja z 1837 roku wyróżniała się czymś. Srebrne krążki o ząbkowanej krawędzi nie zostały jeszcze przygotowane. Dyrektor mennicy zadecydował, że monety wybijane w 1837 roku nie powinny być wybite stemplem odwróconym, jak dotychczas bito monety amerykańskie, tylko zwykłym tzw. medalowym, aby po obrocie monety wokół osi pionowej rysunek nie był odwrócony o 180°. Rewers był tak zaprojektowany, że po idealnym obróceniu monety wokół osi pionowej orzeł wznosił się ku górze, a kropki przed i po nominale oraz wartości były idealnie wypoziomowane. Współcześnie znane są cztery ułożenia stempla rewersu wobec awersu. Różnią się one przede wszystkim kątem dostosowania stempla rewersu po odwróceniu monety o 180°.

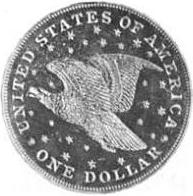
Rewers dolara po obróceniu wokół osi pionowej ze wznoszącym się orłem

W 1838 roku wciąż istniało zapotrzebowanie na dolary Gobrechta, ale z datą wybicia z 1836 roku. Do czerwca zapas monet z datą 1836 w Departamencie Skarbu został wyczerpany. Sekretarz skarbu poprosił mennicę o wybicie kilkudziesięciu kolejnych sztuk. U.S. Mint miała na stanie wyłącznie dolary wybite w 1837 roku ze wsteczną datą, ale wybite według starego standardu. Wybito ok. 50 monet z datą 1836, ale nie zadowoliły one swoją jakością sekretarza skarbu. Wobec tego przygotowano stemple z datą 1838, a monety miały już ząbkowaną krawędź. Usunięto także gwiazdy z rewersu i wybito 13 gwiazd na awersie, wokół Seated Liberty. Ząbkowane krawędzie miały także monety z 1839 roku.
W 1839 roku zakończono wybijanie dolarów Gobrechta. Julian podaje, że monety te miały stanowić próbę tego, czy ponowne wprowadzenie dolara do obiegu spotka się z akceptacją społeczeństwa. Według Juliana liczba wybijanych później srebrnych dolarów może potwierdzać sukces eksperymentu. Wszystkie dolary Gobrechta były wybijane w mennicy w Filadelfii stemplem lustrzanym. Uważa się, że użycie takiego stempla sprawiło, że nie spotyka się fałszerstw tej monety, ponieważ podrabiającym ciężko byłoby uzyskać efekt stempla lustrzanego.
W latach 1859–1860 wybito kolejne dolary Gobrechta. Reemisja wynikała z tego, że ówczesny dyrektor mennicy, James R. Snowden, zauważył rosnącą popularność kolekcjonowania monet i chciał uzyskać dodatkowy zysk. Wokół tej działalności narosły kontrowersje, ponieważ reemisja nie była z nikim konsultowana. Ponadto część pracowników mennicy miała dostęp do stempli dolarów Gobrechta, wybijała je i sprzedawała je kolekcjonerom samowolnie. Dolary z reemisji różniły się od oryginałów tym, że po obróceniu ich wokół osi pionowej orzeł nie wznosił się, a znajdował się w poziomym locie. Co więcej, Snowden oferował kolekcjonerom monety w różnych stanach. Obiegowe stany miano osiągać poprzez umieszczanie monet w obrotowych bębnach z kawałkami metalu. Robert W. Julian twierdzi, że działalność Snowdena wynikała prawdopodobnie z przeświadczenia, iż wszystkie dolary Gobrechta z lat 1836–1839 były tylko próbami.

## Nakłady
Poniższa tabela przedstawia nakłady monety:
| Mennica (znak)        | Filadelfia (brak znaku) |
| Rok                   | Filadelfia (brak znaku) |
| --------------------- | ----------------------- |
| od 1836 do marca 1837 | 1600                    |
| 1838                  | b.d.                    |
| 1839                  | 300                     |

## Opis monety

### Awers
Dolary wybijane w 1836 i 1837 roku miały na awersie wyłącznie Seated Liberty, a pod nią datę wybicia. Personifikacja wolności w lewej dłoni trzymała Liberty pole, a w prawej tarczę z szarfą z napisem „LIBERTY”. Pierwsze monety miały wybity napis „C. GOBRECHT. F.” między datą a Seated Liberty. Po odpowiednich poprawkach na kolejnych monetach napis ten umieszczono w podstawie personifikacji wolności.
W 1838 roku na awersie umieszczono 13 sześcioramiennych gwiazd. Nie wiadomo czemu dokonano tej zmiany, ale prawdopodobnie wynikało to z tradycji umieszczania gwiazd na awersach monet amerykańskich.

### Rewers
Rewers przedstawiał lecącego w lewo orła na tle 26 gwiazd, które odpowiadały liczbie stanów. Górną część legendy rewersu stanowiła nazwa państwa „UNITED STATES OF AMERICA”, a na dole „• ONE DOLLAR •”.
W 1838 roku z rewersu usunięto 26 gwiazd.

### Opis fizyczny
Szczegóły opisu fizycznego monety:
- Waga: przed 1837 rokiem – 26,95 g; po 1837 roku – 26,72 g[18]
- Średnica: 39–40 mm[19]

- Kruszec: przed 1837 rokiem – Ag 892 (srebro 89,24%, miedź 10,76%); po 1837 roku – Ag 900 (srebro 90%, miedź 10%)[18]
- Krawędź: gładka (z datą 1836) i ząbkowana (pozostałe emisje)[20]
- Mennica: Filadelfia